# Stanisław Skrzywan

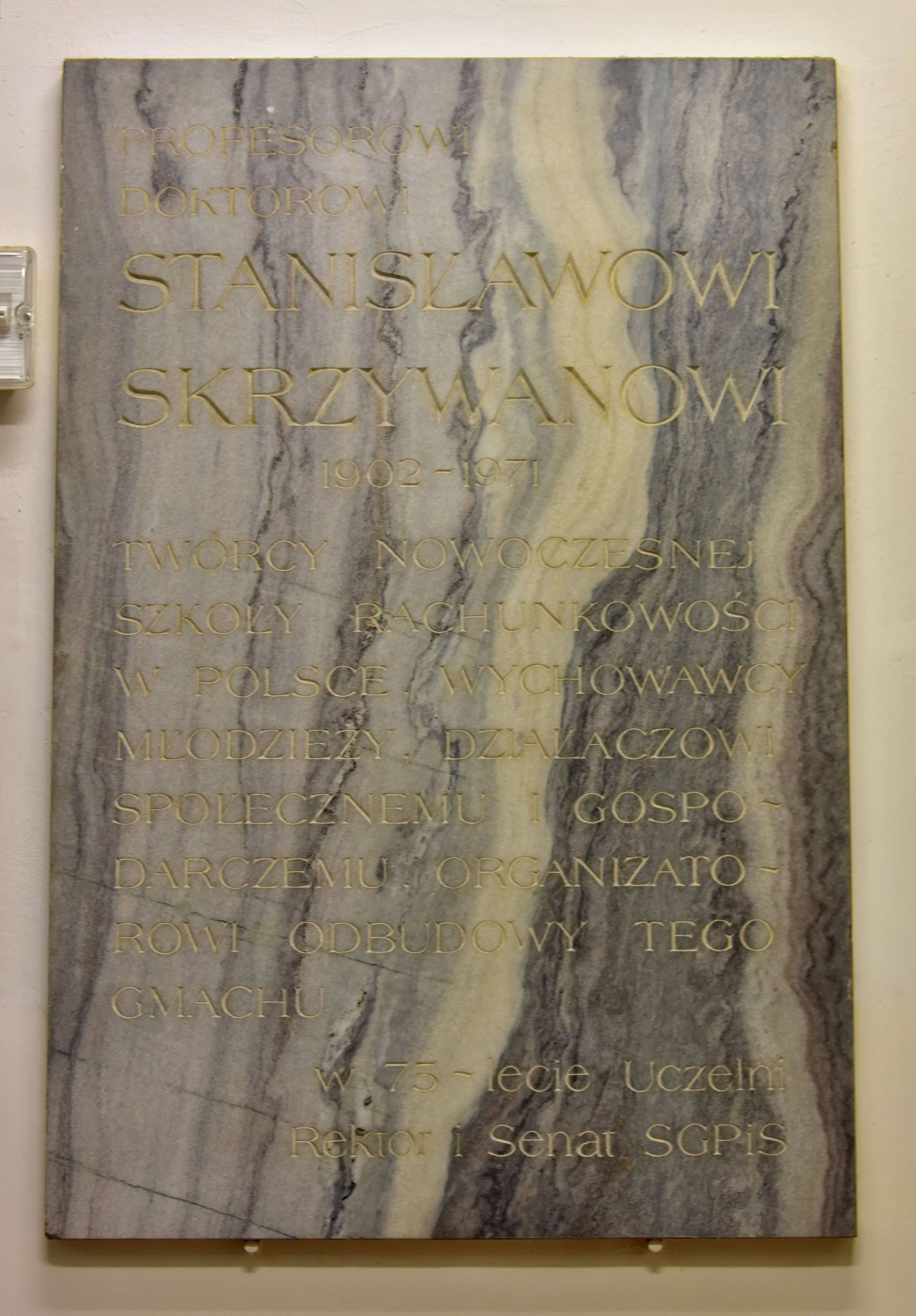
Tablica pamiątkowa w budynku A Szkoły Głównej Handlowej przy ul. Rakowieckiej 24 w Warszawie

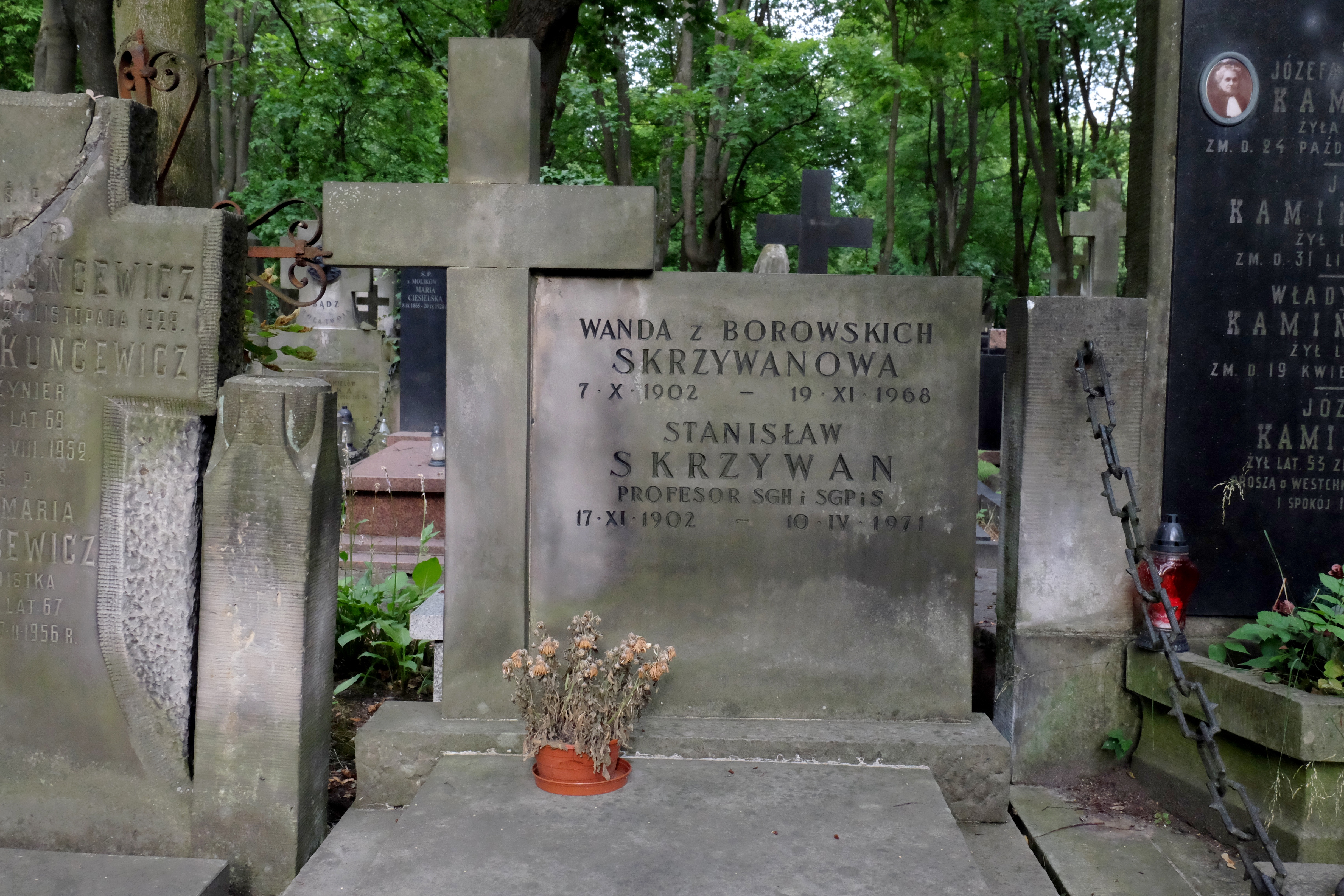
Grób Stanisława Skrzywana na Cmentarzu Powązkowskim w Warszawie

Stanisław Skrzywan (ur. 17 listopada 1902 w Kordelówce na Podolu, zm. 10 kwietnia 1971 w Warszawie) – polski ekonomista.

## Życiorys
Był najmłodszym z pięciorga dzieci Anny i Kazimierza Skrzywanów. Naukę Stanisław Skrzywan początkowo pobierał w domu, a następnie w gimnazjach w Winnicy i Kijowie. Podczas wojny polsko-radzieckiej wstąpił jako ochotnik do Wojska Polskiego. Po zdemobilizowaniu został uczniem 8. klasy w Gimnazjum Kazimierza Kulwiecia, gdzie w 1921 r. uzyskał świadectwo dojrzałości. W tym samym roku zapisał się na studia w Wyższej Szkole Handlowej w Warszawie. W 1925 r. uzyskał dyplom zawodowy, składając pracę dyplomową „Finanse Rosji Sowieckiej 1917–1925”. W 1948 r. obronił pracę doktorską pt. „Rachunkowość w przedsiębiorstwie przy gospodarce planowej”, której promotorem był profesor Edward Lipiński. W 1949 r. został mianowany profesorem nadzwyczajnym w Szkole Głównej Planowania i Statystyki w Warszawie. W 1960 r. Rada Państwa nadała mu tytuł profesora zwyczajnego.
W 1925 r. Skrzywan rozpoczął pracę jako asystent Henryka Sachsa, profesora buchalterii w Katedrze Nauki o Handlu WSH. W czasie II wojny światowej Skrzywan wykładał w organizowanej i prowadzonej przez Edwarda Lipińskiego Miejskiej Szkole Handlowej. Po upadku powstania warszawskiego znalazł się w Częstochowie, gdzie współtworzył tajne akademickie kształcenie ekonomiczne. Po powrocie do Warszawy w kwietniu 1945 r. podjął pracę w SGH jako zastępca profesora rachunkowości. Kierował odbudową budynku SGH. Równolegle zajmował się budową gmachu nowo powstałego oddziału SGH w Łodzi. W latach 1946–1949 wykładał na SGH, oraz w oddziale tej uczelni w Łodzi. Był także kierownikiem Zakładu Rachunkowości i Podyplomowego Studium Rachunkowości przy SGH. W 1949 r. objął kierownictwo Zakładu Rachunkowości, a od 1952 r. Katedry Rachunkowości. Kierował nią aż do śmierci.
Jednym z głównych obszarów aktywności Stanisława Skrzywana była działalność w Stowarzyszeniu Księgowych w Polsce. W 1946 r. był jedną z osób powołujących do życia Stowarzyszenie, stanął także na czele Prezydium Głównego Komitetu Organizacyjnego SKwP. Następnie pełnił funkcję prezesa Zarządu Głównego SKwP (z przerwą w okresie likwidacji Stowarzyszenia w latach 1949–1958). Funkcję Prezesa piastował do 1964 r., a po rezygnacji został przewodniczącym nowo utworzonej Rady Naukowej tego Stowarzyszenia (do 1970 r.).

## Wybrane odznaczenia
- 1954 – Złoty krzyż zasługi
- 1955 – Medal 10-lecia Polski Ludowej
- 1958 – Krzyż Kawalerski Orderu Odrodzenia Polski
- 1966 – Odznaka 1000-lecia Państwa Polskiego

## Wybrane publikacje zwarte
- Rachunkowość podstawowych gałęzi gospodarki narodowej, ZPS PWN, Warszawa 1952.
- Teoretyczne podstawy rachunkowości, PWE, Warszawa 1968.
- Rachunkowość przedsiębiorstwa przemysłowego, PWE, Warszawa 1970 (współautor).
- Mała encyklopedia rachunkowości, PWE, Warszawa, 1971 redaktor.

## Upamiętnienie
- Tablica pamiątkowa w budynku A Szkoły Głównej Handlowej przy ul. Rakowieckiej 24 w Warszawie.